# Jeunes Restaurateurs
JRE-Jeunes Restaurateurs ist eine überwiegend europäische Vereinigung junger Restaurantbesitzer und Köche der gehobenen Gastronomie.

## Geschichte
Die Vereinigung wurde 1974 in Frankreich als Jeunes Restaurateurs gegründet und Ende der 1980er Jahre als europaweiter Dachverband Jeunes Restaurateurs d’Europe in Belgien erweitert. Der Zusatz d’Europe wurde später gestrichen – mittlerweile firmiert die Vereinigung unter dem Namen JRE-Jeunes Restaurateurs.
Heute unterhält der Dachverband Sektionen in Belgien, Bulgarien, Deutschland, Frankreich, Irland, Italien, Kroatien, Niederlande, Österreich, Rumänien, Schweiz, Serbien, Slowenien, Spanien und dem Vereinigten Königreich sowie einem Restaurant in Australien.

## Ziel
Die JRE-Jeunes Restaurateurs haben nach eigenen Angaben das Ziel, die Kochkunst weiterzuentwickeln. Dazu betreibt beispielsweise die deutsche Sektion „Genusslabor“-Workshops für Köche sowie die JRE Genuss-Akademie in den Räumlichkeiten der DEHOGA Akademie in Bad Überkingen. Die Akademie verbindet eine Ausbildung bei einem JRE Betrieb mit einer Zusatzqualifikation.
Im Jahr 2024 gründete die deutsche Sektion außerdem die JRE-Deutschland Foundation, mit Gelder für den guten Zweck gesammelt werden. Davon sollen vor allem Kinder und Jugendliche mit einer gesünderen Ernährung, aber auch die Umwelt profitieren.

## Mitgliedschaft
Um Mitglied des Vereins werden zu können, muss man als Koch seit mindestens zwei Jahren in dem Haus, mit dem man sich bewirbt, entweder selbstständig oder in Ausnahmen leitend und hauptverantwortlich als Gastronom oder Küchenchef tätig sein, in mindestens drei nationalen Restaurantführern erwähnt und von zumindest zwei JRE Mitgliedern empfohlen werden.
Das Mindestalter für die Aufnahme ist 23, das Höchstalter 42 Jahre. Mitglieder, die älter als 50 sind, werden zum Ehrenmitglied, Membre d’Honneur genannt.

## Sektion Deutschland
Die deutsche Sektion der Jeunes Restaurateurs wurde 1991 von 25 Köchen gegründet, 2024 hat sie 77 Mitglieder. Sie hat ihren Sitz in Köln.
Der erweiterte Vorstand der Jeunes Restaurateurs Deutschland besteht aus zehn ehrenamtlichen Mitgliedern. Sie nehmen organisatorische und repräsentative Aufgaben wahr und sorgen für die Kommunikation innerhalb der Vereinigung. Seit 2022 ist Oliver Röder Präsident der Vereinigung.

### Gründungsmitglieder
- Michael Fell[18]
- Karl-Josef Fuchs[18]
- Wolfgang Grobauer[18]
- Hartmut Leimeister[18]
- Roy Petermann[18]
- Rainer Wolter[18]

### Ehemalige Präsidenten
- Rainer Wolter (Gründungspräsident)[18]
- Otto Fehrenbacher[18]
- Hans Stefan Steinheuer[18]
- Harald Rüssel[18]
- Alexander Herrmann[18]
- Patrik Kimpel[18]
- Alexander Dressel[18]
- Alexander Huber[18]

### Auszeichnung
Die Gastronomische Akademie Deutschlands verlieh der Vereinigung 2004 ihre höchste Auszeichnung, den Carl-Friedrich-von-Rumohr-Ring.

## Sektion Österreich
Die Sektion Österreich hat 44 Mitglieder, Richard Rauch ist Präsident.
Die Sektion hat ihren Sitz in Salzburg.

## Sektion Schweiz
Die Sektion Schweiz hat 39 Mitglieder, Denis Schmitt ist Präsident.
Die Sektion hat ihren Sitz in Gluringen.

## Weitere Sektionen
- Die Sektion Belgien hat 18 Mitglieder,[8] Oliver Bauche ist Präsident.[20] Die Sektion hat ihren Sitz in Heusden-Zolder.[21]

- Die Sektion Frankreich hat 30 Mitglieder,[8] Sylvain Belouin ist Präsident.[20] Die Sektion hat ihren Sitz in Dirac.[21]

- Die Sektion Italien hat 37 Mitglieder,[8] Alberto Basso ist Präsident.[20] Die Sektion hat ihren Sitz in Parma.[21]

- Die Sektion Kroatien hat 12 Mitglieder,[8] Vjeko Bašić ist Präsident.[20] Die Sektion hat ihren Sitz in Brtonigla.[21]

- Die Sektion Niederlande hat 49 Mitglieder,[8] Marko Karelse ist Präsident.[20] Die Sektion hat ihren Sitz in Eindhoven.[21]

- Die Sektion Slowenien hat 19 Mitglieder,[8] Grega Repovž ist Präsident.[20] Die Sektion hat ihren Sitz in Petrovče.[21]
- Die Sektion Bulgarien hat 2 Mitglieder.[23]